# Johannes Käfer
Johannes Käfer, nemški general in vojaški zdravnik, * 11. oktober 1882, Leipzig, † 3. december 1943, Berlin.